# Lee Brice
Kenneth Mobley Brice Jr., detto Lee (Sumter, 10 giugno 1979), è un cantautore statunitense.
Oltre a pubblicare il proprio materiale, ha scritto canzoni per altri artisti tra cui Garth Brooks, Adam Gregory, Eli Young Band e Tim McGraw.

## Discografia

### Album in studio
- 2010 - Love Like Crazy
- 2012 - Hard 2 Love
- 2014 - I Don't Dance
- 2017 - Lee Brice

### Extended plays
- 2010 - Love Like Crazy
- 2015 - Mixtape: 'Til Summer's Gone

### Singoli
- 2007 - She Ain't Right
- 2007 - Happy Endings
- 2008 - Upple Middle Class White Trash
- 2009 - Love Like Crazy
- 2010 - Beautiful Every Time
- 2011 - A Woman Like You
- 2012 - Hard to Love
- 2012 - I Drive Your Truck
- 2013 - Parking Lot Party
- 2014 - I Don't Dance
- 2014 - Drinking Class
- 2015 - That Don't Sound Like You
- 2017 - Boy
- 2018 - Rumor
- 2019 – I Hope You're Happy Now (con Carly Pearce)
- 2020 - One of Them Girls